# Soul Trombone and the Jazz Clan
Soul Trombone and the Jazz Clan ist ein Jazzalbum von Curtis Fuller. Die vom 15. bis 17. November 1961 entstandenen Aufnahmen erschienen im Mai 1962 als Langspielplatte, 1996 erstmals als Compact Disc auf Impulse! Records.

## Hintergrund
Bob Thiele, der als Produzent Creed Taylor folgte, ließ für den Katalog des Labels Impulse! eine Reihe von Sessions aufnehmen, darunter John Coltranes Coltrane „Live“ at the Village Vanguard am 2. und 3. November 1961 (#AS 10), Curtis Fullers erstes Album beim Impulse!-Label, Soul Trombone and the Jazz Clan (#AS 13) und das Bigband-Album Quintessence von Quincy Jones and His Orchestra, in dem auch Curtis Fuller spielte.
Fuller, der in dieser Zeit Art Blakeys Jazz Messengers angehörte (u. a. zu hören auf dem Blue-Note-Alben Mosaic und Buhaina’s Delight), hatte in den Jahren zuvor unter eigenem Namen mehrere LPs für Savoy Records eingespielt wie Blues-ette und Images of Curtis Fuller (1962), gefolgt von dem Livemitschnitt Curtis Fuller and the Jazz Ambassadors – Jazz Conference Abroad (Smash) und von zwei LPs für Epic Records, im Februar 1961 The Magnificent Trombone of Curtis Fuller (mit Walter Bishop junior, Les Spann, Buddy Catlett, Stu Martin) und im Sommer 1961 die LP South American Cookin’, u. a. mit Zoot Sims.
Für seine erste Aufnahmesession bei Impulse! hatte der Posaunist ein Sextett zusammengestellt; Curtis Fuller spielte mit Freddie Hubbard (Trompete), Jimmy Heath (Tenorsaxophon), Cedar Walton (Piano), Jymie Merritt (Bass) und Jimmy Cobb (Schlagzeug), der bei dem Titel „Dear Old Stockholm“ durch Granville T. Hogan ersetzt wurde.
Thiele plante zunächst, dass Fuller – ähnlich wie andere bei Impulse! unter Vertrag stehende Künstler – ein Album mit Material von Duke Ellington aufnehmen sollte, doch Fuller lehnte dies ab („Es war nicht so, als wäre ich nicht damit vertraut“). Schließlich einigte man sich auf ein anderes Konzept. Fuller erinnerte sich an die Vorbereitungen:
„[...] Bob Thiele wollte, dass ein Teil des Materials eine Art Funk enthält. Er betonte immer wieder Funk, weißt du, als wollten wir ihn nur vermarkten, wie schwarzen Spiritual-Rufe (black spiritual shouts) und so was. Es passte nicht zu meiner lyrischen Natur, aber ich hatte eines dieser Dinge in dieser Art geschrieben - es hieß „Down Home“ [aufgenommen für Blue Note Records im Jahr 1957]. Aber ich wurde gebeten, so etwas [ähnliches] zu tun.“
Der Titel „The Clan“ wurde 1962 als Single ausgekoppelt (Impulse! 45-204).
Aus Dankbarkeit für seinen Vertrag über 10.000 Dollar erklärte sich Fuller bereit, die Urheberrechte an seiner für das Album geschriebenen Komposition „Newdles“ (deutsch Neuheiten) an den ABC-Paramount-Manager Larry Newton und dessen Familie abzutreten.

## Titelliste
- Curtis Fuller: Soul Trombone and the Jazz Clan (A/AS 13)[5]

1. The Clan 6:16
2. In the Wee Small Hours in the Morning (Bob Hilliard, Dave Mann) 4:54
3. Newdles 7:37
4. The Breeze and I (Al Stillman, Ernesto Lecuona) 4:00
5. Dear Old Stockholm (Stan Getz) 9:05
6. Ladies’ Night 6:30

Sofern nicht anders angegeben, stammen alle Kompositionen von Curtis Fuller.

## Rezeption
Ken Dryden verlieh dem Album in Allmusic vier Sterne und schrieb, auch wenn Fuller auf der Posaune nicht ganz so experimentierfreudig wie J. J. Johnson gewesen sei, habe er mehr als nur seine eigene Band geleitet; die Soli auf dieser Hardbop-Platte seien hervorragend. Fuller gebe seinen Musikern viel Raum, wobei seine eigene Arbeit erstklassig sei.